# Allactaga toussi
Allactaga toussi  (Darvish, Haijar, Moghadam Matin, Haddad & Akbaryrad, 2008) è un roditore della famiglia dei Dipodidi endemico dell'Iran.

## Descrizione

### Dimensioni
Roditore di piccole dimensioni, con la lunghezza media della testa e del corpo di 109,38±7,87 mm, la lunghezza media della coda di 177,5±6,6 mm, la lunghezza media del piede di 53,25±1,6 mm, la lunghezza media delle orecchie di 37±2,23 mm e un peso medio di 63,38±10,88 g.

### Aspetto
Le parti dorsali sono marroni mentre le parti ventrali sono bianche. La testa è grande, il muso è corto e gli occhi sono grandi. Le orecchie sono lunghe, strette con la superficie interna scura e rivestita di piccoli peli biancastri, mentre quella esterna è ricoperta di peli scuri. Le zampe posteriori sono allungate e terminano con cinque dita. Le piante sono prive di peli. La coda è più lunga della testa e del corpo e termina con un pennacchio marrone chiaro con la punta bianca. 

## Biologia

### Comportamento
È una specie terricola con andamento saltante.

## Distribuzione e habitat
Questa specie è conosciuta soltanto nella Provincia di Mashhad, nell'Iran nord-orientale.
Vive nelle steppe semi-desertiche.

## Conservazione
Questa specie, essendo stata scoperta solo recentemente, non è stata sottoposta ancora a nessun criterio di conservazione.